# Renzo Castagnini
 (juillet 2014).
Renzo Castagnini (né le 14 novembre 1956 à Reggello en Toscane) est un joueur devenu ensuite dirigeant de football italien.

## Biographie

### Joueur
Il commence sa carrière sous le maillot de Figline (en Serie D) et de Massese (Serie C).
En 1977, il est engagé par Tarente, avec qui il débute en Serie B, disputant 15 matchs lors de la saison 1977-1978, avant de retourner en Serie C1 sous les couleurs de Lucchese et de Catane. Il reste en Sicile pendant trois saisons, réussissant une promotion en Serie B en 1979-1980, avant de retourner une saison à Tarente, où il joue en tant que titulaire en Serie C1.
En 1983, il rejoint les rangs de Cavese, avant de rejoindre à l'automne Prato, en C1. En 1984-1985, il rejoint Barletta, où il devient capitaine et obtient sa seconde promotion en division supérieure en 1987.
Castagnini rejoint ensuite Cosenza pour trois ans avec à la clé une nouvelle promotion en 1987-1988, avant de terminer sa carrière de joueur en Serie C2 avec Livourne.
Au total, il joue durant sa carrière 124 matchs en Serie B pour 3 buts inscrits (un avec Catane et deux avec Cosenza).

### Dirigeant
Il travaille ensuite comme directeur sportif avec la Salernitana (promue en Serie B en 1994), Catane, Cosenza, le Genoa, Vicence et Plaisance qu'il quitte à l'amiable en mai 2008.
De 2008 à mai 2010, il est également observateur des jeunes talents pour la Juventus,.
En juillet 2010, il retourne travailler avec Cosenza en tant que directeur général. À la suite de problèmes sociétaires, il démissionne, en même temps que l'entraîneur du club.
Le 18 mai 2011, il devient le nouveau directeur sportif de la Società Sportiva Barletta Calcio, avant de laisser le club le 18 décembre pour des raisons familiales.